# Abartos
Abartos (altgriechisch ᾌβαρτος Ábartos) ist eine Person der griechischen Mythologie.
Abartos war ein Nachfahre des sagenhaften, nach späterer Überlieferung letzten Königs von Attika, Kodros. Er wurde von den Phokaiern gemeinsam mit zwei weiteren Nachkommen des Kodros, Deoites und Periklos, aus den Städten Erythrai und Teos herbeigeholt, weil die Ionier die Stadt Phokaia erst dann als Mitglied ihres Bundes zu akzeptieren beabsichtigten, wenn sie von Angehörigen des Kodridengeschlechts regiert würde. Diese mythische Version sollte die dominante Rolle unterstreichen, die Athen bei der Besiedlung der westkleinasiatischen Landschaft Ionien gespielt habe.